# Copa dos Campeões Cearenses de 2016
A Copa dos Campeões Cearenses de 2016 foi a 2ª edição da Copa dos Campeões Cearenses, sendo a 1ª em caráter oficial, não amistosa.
A edição foi disputada entre o Fortaleza, campeão do Cearense 2015, e o Guarany de Sobral, campeão da Copa Fares Lopes 2015, em dois jogos.
A Copa dos Campeões 2016 leva o nome do senhor Luiz Melo Torquato, ex-presidente do Guarany de Sobral. Durante a sua gestão, o Cacique do Vale alcançou grandes feitos, como o título do Campeonato Brasileiro Série D em 2010. A taça foi feita pelo artesão Joaby Garcia. Com 18 anos no mercado, o profissional é responsável pela confecção dos troféus da FCF desde 2015.
O Fortaleza acabou vencendo ambos os confrontos, sagrando-se campeão pelo placar agregado de 5x0.

## Partidas

### Jogo de Ida
| 10 de janeiro de 2016 | Fortaleza                                              | 3 – 0          | Guarany de Sobral | Estádio Alcides Santos, Fortaleza                                                             |
| 16:00 (UTC−3)         | Daniel Sobralense 35' · Eduardo 44' · Hudson 86' (pen) | Súmula Borderô |                   | Público: (portões fechados) Renda: R$ -3.934,44 Árbitro: CE Antônio Magno Lima Cordeiro (CBF) |

### Jogo de Volta
| 13 de janeiro de 2016 | Guarany de Sobral | 0 – 2          | Fortaleza            | Estádio do Junco, Sobral                                                        |
| 21:00 (UTC−3)         |                   | Súmula Borderô | Elias 52' (pen), 65' | Público: 1 345 Renda: R$ 15.950,00 Árbitro: CE Luíz César de Oliveira Magalhães |

## Transmissão
- Brasil: TV Diário

## Artilharia
|   |                    | Gols | Time      |
| - | ------------------ | ---- | --------- |
| 1 | Elias              | 2    | Fortaleza |
| 2 | Daniel Sobralense  | 1    | Fortaleza |
| 2 | Eduardo dos Santos | 1    | Fortaleza |
| 2 | Hudson             | 1    | Fortaleza |

## Campeão
| Taça dos Campeões Cearenses de 2016 |
| Fortaleza                           |
| ----------------------------------- |
| Fortaleza (1º título)               |